# Marijampolė
Marijampolė là một thành phố Litva. Thành phố thuộc hạt Marijampolė, khu tự quản thành phố Marijampolė. Đây là thành phố lớn thứ 7 quốc gia này. Thành phố Marijampolė có dân số 48.675 người (theo điều tra dân số năm 2008, so với 47.010 người năm 2001), diện tích km2. 